# Глабелла

Разрез черепа по центральной линии. Глабелла слева над переносицей

Глабелла (также изредка глабель, от лат. glabellus «безволосый, гладкий», от лат. glaber «гладкий») в краниометрии — наиболее выступающая вперёд в медиально-сагиттальном сечении точка на носовом отростке лобной кости черепа человека, где лобная кость образует более или менее выраженную выпуклость (на младенческом черепе эта выпуклость отсутствует). Расположена между надбровными дугами и является самой передней точкой лобной кости на средней линии черепа.
Глабеллой также называют надпереносье, часть лобной кости между надбровными дугами и лобными буграми.

## Глабеллярный рефлекс
Постукивание по глабелле приводит к смыканию век при первых нескольких ударах, затем моргание должно прекратиться. Продолжение моргания после нескольких ударов считается патологической реакцией.